# Lucio Fulvio Gavio Numisio Petronio Emiliano
Lucio Fulvio Gavio Numisio Petronio Emiliano (in latino Lucius Fulvius Gavius Numisius Petronius Aemilianus; fl. 206) è stato un politico romano di età imperiale.
Di origine italica, era il padre di Fulvio Emiliano e Lucio Fulvio Gavio Numisio Emiliano. Fu eletto console del 206.
Nel 1818, durante gli scavi a Tor Marancia a Roma, fu ritrovata una fistula recante il nome di Fulvius Petronius Aemilianus, che dunque aveva delle proprietà in zona. Il sepolcro di Lucius Fulvius Gavius fu trovato nel 1710 da Ficoroni nei pressi di Porta Appia, e potrebbe essere identificabile col primo. Lo stesso Fulvius Petronius Aemilianus è nominato in un'altra iscrizione romana. I due personaggi potrebbero coincidere ed essere identificati con l'Emiliano console del 206, o con Fulvio Emiliano console nel 244, o con Lucio Fulvio Gavio Numisio Emiliano console nel 249.